# Myra Çakan
Myra Çakan (* 31. Oktober in Hamburg) ist eine deutsche Cyberpunk-Autorin und Journalistin.

## Leben
Myra Çakan studierte Schauspielerei und Musik und nahm unter anderem an einem Workshop über das Schreiben von Sitcom-Drehbüchern sowie an Drehbuchseminaren von Don Bohlinger und Ronald Wolfe teil. Ihre Erzählung Tochter ferner Sterne wurde 1989 gedruckt. Für ihren Debütroman When the Music's Over wurde sie 2000 für den Kurd-Laßwitz-Preis nominiert und belegte den zweiten Platz in der Kategorie Bester deutschsprachiger Roman. Çakan sei „die erste Cyberpunk-Autorin deutscher Sprache und immer noch eine der besten“, schrieb Dietmar Dath.
Çakan lebt in Holm-Seppensen in der nördlichen Lüneburger Heide.

## Werke

### Romane
- Dreimal Proxima Centauri und zurück. Edition Phantasia, 2011, ISBN 978-3-937897-47-9.
- When The Music's Over – Ein Cyberpunkroman. Argument Verlag, 1999, ISBN 3-88619-945-2.
- Downtown Blues. Argument Verlag, 2001, ISBN 3-88619-965-7.
- Luke Harrison – Weltraumabenteurer. Band 1: Begegnung in der High Sierra. Argument Verlag, Edition Nachtbrenner, 2000, ISBN 3-88619-982-7.
- Luke Harrison – Weltraumabenteurer. Band 2: Zwischenfall an einem regnerischen Nachmittag. Argument Verlag, Edition Nachtbrenner, 2000, ISBN 3-88619-988-6.

### Sammlungen
- Nachtbrenner. Edition Phantasia, 2012, ISBN 978-3-924959-86-9.
- Geschichten aus der Zukunft von Gestern (Retro-SF). edition dardariee, 2013, ISBN 978-3-943957-14-3.
- Winterlang. edition dardariee, 2013, ISBN 978-3-943957-17-4.

### Kurzgeschichten
- Das kalte Licht der Sterne. In: Alien Contact. #33/98, Edition Avalon
- Das total verdorbene Wochenende. In: Die Sterne sind weiblich. Moewig Verlag, 1989
- Der Krähenmann. In: Markus. K. Korb (Hrsg.): Jenseits des Hauses Usher. Blitz-Verlag, 2002
- Der menschliche Faktor. In: c’t. 1/91, Computer Magazin, Heinz Heise Verlag
- Der Raum dahinter. In: Alien Contact. # 20/95, Edition Avalon
- Die Erneuerten. 1890, Kundenmagazin der Allianz, 2015
- Downtown Blues. In: c’t. 5/90, Computer Magazin, Heinz Heise Verlag Alien Contact #41/01, Edition Avalon
- Echtzeit. In: c’t. 11/92, Computer Magazin, Heinz Heise Verlag, Alien Contact #16/94, Edition Avalon
- Erzähl mir mehr. In: c’t. 2/92, Computer Magazin, Heinz Heise Verlag; Alien Contact #13/93, Edition Avalon
- Flaschenpost. In: Kopernikus. #15, Moewig Verlag 1988
- Fremde Schatten. In: Alien Contact. # 37/00, Edition Avalon
- Geh’ nicht mit Fremden. In: Erzählungen der phantastischen Literatur. M&W Verlag 1990
- Hinter der Biegung des Flusses …. In: Alien Contact. #5/91, Edition Avalon
- Im Netz der Silberspinne. In: Helmuth W. Mommers (Hrsg.): Visionen. Shayol-Verlag 2004
- Intergalaktische Interferenzen. In: Kopernikus. #15, Moewig Verlag 1988, 1999 oder der Geist in der Flasche, Fabylon Verlag 1990; Alien Contact #11/92, Edition Avalon; Das Herz des Sonnenaufgangs, Edition Avalon 1996
- Kommen Sie oft Hierher? In: Alien Contact. # 39/00
- Kontakt. In: COM. 4/89, Computer Magazin (Siemens AG)
- Mein ganz persönlicher Weltuntergang. In: c’t. 10/93, Computer Magazin, Heinz Heise Verlag; Alien Contact # 25/96, Edition Avalon
- Meine unsichtbaren Gesellschafter der Einsamkeit. In: Das Herz des Sonnenaufgangs. Edition Avalon, 1996
- Nachtbrenner. In: Alien Contact. 50, Alien Contact Jahrbuch 2002, Shayol-Verlag, 2003
- Odyssee im Weltraum – Protokoll eines Space Trips. In: Die Woche. 11. April 1997
- Picknick mit Ixi, Sibby und Poh. In: Herovits Neue Welten. #1/92, Edition der Gute Mensch
- Tochter ferner Sterne. In: Alien Contact. #7/91, Edition Avalon

### Hörspiele
- Das kalte Licht der Sterne (SWR 2, 2001)
- Der Fall Sumara Huff (SWR 2, 2005)
- Keine Sterne über Downtown (WDR 1, 2002)
- Landgang (WDR 1, 2004)
- Mondbeben (SWR 2, 2005)
- Mondgöttin 513 (SWR 2, 2003)
- Nachtbrenner (SWR 2, 2011)
- Schieß mich zum Mars, Liebling (WDR 1, 2006, Regie: Leonhard Koppelmann)
- Hollywood Shootout (WDR 1, 2008)
- Signale (Radio Bremen 2, 1999)
- Sonnenaufgang über Tharsis (SWR 2, 2003)
- Tanzpartner (WDR 5, 2009)
- Trau’ keinem von der Erde (SWR 2, 2004)
- Wartungsferien (SWR 2, 2002)
- Xanadu (WDR, 2011)
- Eingeschlossen (SWR 2012, Regie: Alexander Schuhmacher)
- Unbegrenzte Lösungen 1: Fundsache (SWR 2006, Regie: Alexander Schuhmacher)
- Unbegrenzte Lösungen 2: Staatsaffären (SWR 2007, Regie: Alexander Schuhmacher)
- Unbegrenzte Lösungen 3: Touristenfalle (SWR 2008, Regie: Alexander Schuhmacher)
- Unbegrenzte Lösungen 4: Handelspartner (SWR 2010, Regie: Alexander Schuhmacher)
- When the music's over (SWR 2006, Regie: Alexander Schuhmacher)

### Veröffentlichungen außerhalb Deutschlands
- Hinter der Biegung des Flusses … Eva&Co, Steirische Kulturinitiative Graz 1989.
- Ocean of Stars. The Infinite Matrix, USA Februar 2002.
- Tochter ferner Sterne. Eva&Co, Steirische Kulturinitiative Graz 1989.
- Spider's Web. The Infinite Matrix, USA März 2002.
- Studene svetlo hviezd. (Das kalte Licht der Sterne), Fantazia – Nr. 13 / Januar 2000, Slowakei